# Carl Plötz
Carl Plötz  (* 1814; † 12. August 1886 in Greifswald) war ein deutscher Entomologe (Lepidopterologie).
Plötz bearbeitete die Schmetterlingsfauna des Gebiets von Greifswald, wo er wohnte, und von Mecklenburg-Vorpommern. Er war Spezialist für Dickkopffalter (Hesperiidae). Außerdem bearbeitete er die afrikanische Schmetterlingssammlung von Reinhold Wilhelm Buchholz.
Seine Zeichnungen von Schmetterlingen (über 10.700 Tafeln) ging an die Zoologische Staatssammlung München. 60 Kästen seiner Sammlung sind im Zoologischen Institut in Greifswald.
Er war seit 1856 Mitglied des Stettiner Entomologischen Vereins. 1877/78 war er Sammlungsassistent am Zoologischen Institut in Greifswald.

## Schriften
- mit H. Paul: Verzeichnis der Schmetterlinge, welche in Neu-Vorpommern und auf Rügen beobachtet wurden. In: Mittheilungen aus dem naturwissenschaftlichen Verein für Neu-Vorpommern und Rügen, Band 4, Berlin 1872, S. 52–115 Archive
- System der Schmetterlinge. In: Mittheilungen aus dem naturwissenschaftlichen Verein für Neu-Vorpommern und Rügen, Band 17, Greifswald, 1886, S. 485–528